# Linie de dialog

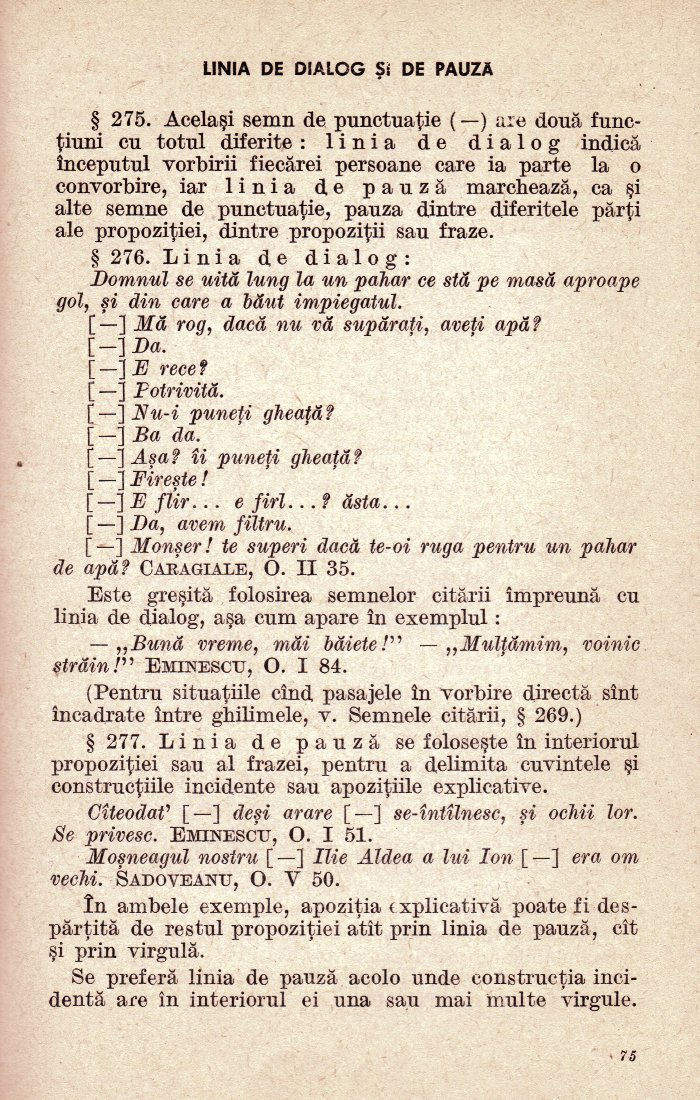
Despre linia de dialog și de pauză, recomandările din 1965 și 1971

Linia de dialog (—) este un semn de punctuație care indică începutul vorbirii directe a fiecărei persoane care ia parte la o convorbire, replica fiecărei persoane într-un dialog. De regulă, linia de dialog se plasează la începutul rândului, precedată de spațiul pentru marcarea alineatului și urmată de blanc (spațiu).
În tehnoredactare linia de dialog e reprezentată mai lung decât linia de pauză, printr-un „em-dash” (—), codul U+2014. Există și un caracter Unicode special (având codul U+2015: „―”), numit „horizontal line” (sau, alternativ „quotation dash”). Conform DOOM3, grafic, linia de dialog este identică cu cea de pauză (numită „en-dash”, codul U+2013: „–”), distinctă și mai mare decât cratima (-) – numită „hyphen”, codul U+2010. 